# Косолистник хвилястий
Косолистник хвилястий (Plagiothecium undulatum) — вид мохів порядку гіпнобрієвих (Hypnales).

## Поширення
Ареал охоплює такі частини світу: Європа, Північна Америка, Азія.
Мох уникає вапна, росте на кислих лісових ґрунтах, часто в гірських лісах і на зрубах, а також на вересах і на болотах (торф). У відповідних місцях він часто утворює масові угруповання і може утворювати покриви розміром кілька квадратних метрів.

## Характеристика
Це досить міцні мохи, стебла яких можуть досягати довжини до 15 сантиметрів. Проте, як правило, біло-зелена, добре видима частина має довжину від 3 до 4 сантиметрів. Рослини дуже блискучі. Рослини мають сплощені та роздуті листки одночасно, що означає, що поверхні листя лежать більш-менш в одній площині, але вигнуті так, що стебла мають сплощений, червоподібний вигляд. Самі листки спереду чітко хвилясті. Листки асиметричні, овально-ланцетної форми; край дрібно зубчастий на кінчику; є коротке подвійне ребро. Мох дводомний. Рідко утворює коробочки.